# 織田荘 (若狭国)
織田荘（おりたのしょう）は、若狭国三方郡（現在の福井県美浜町）にあった荘園。

## 概要
元は延暦寺領で、13世紀初めまでに傘下の青蓮院に属する一円荘となった。当初は地元の郷名（山東郷・山西郷）と呼ばれていた。「織田荘」の名称は、1213年（建保元年）に青蓮院門跡であった慈円が朝仁親王に充てた譲状（「慈鎮所領譲状案」）の中に登場するのが初出。後に親王は出家して青蓮院門跡となった。南北朝時代に守護の一色氏が同荘の押領を企てたことから、1370年（南朝：建徳元年、北朝：応安3年）の若狭国一揆の一因となった。その後に代わった新守護の武田氏も同荘への進出を企て、1461年（寛正2年）に室町幕府から武田氏に使者の入部停止と幕府からの公事などの免除が命じられているが、以後の史料上に荘名は見られない。